# 세계원자력대학
세계원자력대학 은 미국 아이젠하워 대통령의 "평화적인 원자력 이용계획" 발표 50주년인 2003년에 창설되었으며, 이는 UN 지속가능발전위원회(Commission on Sustainable Development, CSD)에 의해 지속가능발전을 위한 파트너십 기관으로 인정되고 있다.
세계원자력대학은 전 세계에 걸쳐 다양한 프로그램을 운영하는 비영리기관이다. 프로그램 대다수는 원자력 산업계에 이미 종사하고 있는 전문가들을 대상으로 운영되고 있으며, 원자력기술의 평화적 이용에 대한 의의를 심화시키는데 목적을 두고 있다. 프로그램들은 주로 리더십 역량을 제고시키고 원자력의 평화적 이용 분야에서 제기되는 주요 이슈들에 대해 광범위한 시각을 제공하는데 초점을 두고 있다.

## WNU 프로그램
세계원자력대학(World Nuclear University)가 제공하는 주요 프로그램들은 아래와 같다.

### Summer Institute
매년 7월~8월 운영되는 가장 큰 규모의 프로그램이다. Summer Institute는 6주 과정으로서, 원자력 산업계 종사자들의 리더십 개발에 초점을 맞추고 있다. 프로그램은 전문가 강의, 소규모 워킹그룹 활동 및 주요시설 견학들로 구성되며, 리더십 함양을 위한 특별과정들도 제공된다.

### School of uranium production
우라늄생산학교는 체코기업인 Diamo와 연계하여 운영되는 과정으로서, 우라늄 광산 조사 및 탐사부터 생산, 인명/환경보호, 우라늄광산 폐광에 이르기까지 우라늄 생산의 전 과정을 다루고 있다.

### Short course
WNU는 또한 전세계 대학 및 연구기관들과 연계하여 다양한 단기교육 프로그램(1주일)들을 운영하고 있다. 본 과정들은 원자력산업계가 당명한 Key Topics들을 중점적으로 다루며, 관심있는 모든 사람들에게 열려 있다. 이 과정들은 원자력산업계에 대한 이해를 증진시키고, 원자력계가 나아갈 방향을 제시하는데 목적이 있다.

### Nuclear Olympiad
원자력올림피아드는 2011년 한국에서 처음으로 개최되었으며, 참가생들이 개발한 각국의 원자력에 대한 국민수용성 제고 전략에 대한 콘테스트 형식으로 열렸다. 2015년에는 전 세계 원자력 전공 학부생 및 대학원생들을 초청해 세계발전을 위한 원자력의 활용방안을 주체로 개최되었다.

### School on Radiation Technologies
방사선기술학교는 방사선 산업계, 연구기관 및 대학교에 종사하는 젊은 인재들을 대상으로 한 2주 과정 프로그램으로서 Summer Institute와 마찬가지로 전문가 초청 강의, 그룹활동 및 현장견학으로 구성되어 있다.

### Nuclear English
WNU Nuclear English-language 과정은 교육생들의 영어능력 향상, 즉 동료들과의 의사소통, 효과적인 보고서 작성 및 컨퍼런스 참여 능력 향상을 목적으로 운영되는 과정으로서, 원자력분야에 종사하는 중간 관리자 또는 고위급 기술인력들을 대상으로 운영되고 있다.

## 조직구성
WNU 창립멤버는 World Nuclear Association(WNA), International Atomic Energy Agency(IAEA), World Association of Nuclear Operator(WANO) 및 Organisation for Economic Co-operation and Development-Nuclear Energy Agency(OECD-NEA) 등이며, 전 세계 다수의 학계, 연구계 및 산업계의 지원을 받고 있다. WNU 사무국은 런던에 위치한 World Nuclear Association 사무실에 소재하고 있다.
WNU 학장은 현 WNA 사무총장인 Agneta Rising 여사이며, 명예총장은 UN을 16년간 이끌고, IAEA 명예 사무총장으로 재직중인 Dr. Hans Blix 가 맡고 있다. WNU 총괄 책임자는 Dr. Patricia Wieland이다.

## 참고
1. ↑  “보관된 사본”. 2011년 10월 11일에 원본 문서에서 보존된 문서. 2011년 10월 21일에 확인함.